# 長谷川瑞穂
長谷川 瑞穂（はせがわ みずほ、2010年10月14日 - ）は、日本の女子スケートボーダー。2024年世界選手権銀メダリスト。山梨県出身。

## 経歴
スノーボードの選手だった母の影響で、5歳でスケートボードを始めた。
2024年パリオリンピック予選シリーズの上海大会において準決勝で84.04点の1位となり、決勝では86.20点で5位。予選シリーズを経て世界ランク6位となったが、上位に日本人選手が3人いたため、オリンピック出場はならなかった。
2024年9月には世界選手権に出場。バートの予選では80.93点で2位。決勝では217.77点で銀メダル獲得。パークでは、予選で61.00点の8位、準々決勝で80.77点の6位となり、決勝進出。決勝では86.45点で5位に入った。10月の日本選手権では、60.78点で2位。